# Małkinia Górna (gemeente)
De gemeente Małkinia Górna is een landgemeente in het Poolse woiwodschap Mazovië, in powiat Ostrowski (Mazovië).
De zetel van de gemeente is in Małkinia Górna.
Op 30 juni 2004 telde de gemeente 12 296 inwoners.

## Oppervlakte gegevens
In 2002 bedroeg de totale oppervlakte van gemeente Małkinia Górna 134,08 km², waarvan:
- agrarisch gebied: 60%
- bossen: 29%

De gemeente beslaat 10,95% van de totale oppervlakte van de powiat.

## Demografie
Stand op 30 juni 2004:
| Omschrijving                   | Totaal | Totaal | Vrouwen | Vrouwen | Mannen | Mannen |
| ------------------------------ | ------ | ------ | ------- | ------- | ------ | ------ |
| eenheid                        | aantal | %      | aantal  | %       | aantal | %      |
| inwoners                       | 12 296 | 100    | 6263    | 50,9    | 6033   | 49,1   |
| bevolkingsdichtheid (inw./km²) | 91,7   | 91,7   | 46,7    | 46,7    | 45     | 45     |

In 2002 bedroeg het gemiddelde inkomen per inwoner 1211,67 zł.

## Administratieve plaatsen (sołectwo)
Błędnica, Borowe, Daniłowo, Daniłowo-Parcele, Daniłówka Pierwsza, Glina, Grądy, Kiełczew, Klukowo, Małkinia Dolna, Małkinia Górna (sołectwa: Małkinia Pierwsza en Małkinia Druga), Niegowiec, Orło, Podgórze-Gazdy, Poniatowo, Prostyń, Przewóz, Rostki-Piotrowice, Rostki Wielkie, Sumiężne, Treblinka, Zawisty Nadbużne, Zawisty Podleśne, Żachy-Pawły.

## Overige plaatsen
Boreczek, Daniłówka Druga, Kańkowo.

## Aangrenzende gemeenten
Brok, Ceranów, Kosów Lacki, Ostrów Mazowiecka, Sadowne, Zaręby Kościelne